# Amédée Brousset
Amédée Brousset (5 juin 1905 à Angers - 13 août 1972 à Paris 14e) est un officier, administrateur colonial et homme politique français, député de la deuxième circonscription de Paris de 1963 à 1967. Il est Compagnon de la Libération.

## Biographie
D'une famille de banquiers installée entre Angers et Nantes, fils de Jean Baptiste Pierre Amédée Brousset et d'Alexandrine Birebant, parent d'Hervé Le Boterf, Amédée Emmanuel Alexandre Brousset suit ses études secondaires au lycée David-d'Angers, avant d'entrer à l'École de commerce et de représentation de Paris et à l'École de cavalerie de Saumur (promotion 1926), et de suivre des cours comme élève-auditeur à l'École nationale de la France d'outre-mer.
Intégrant l'administration coloniale en 1928, il est affecté au cabinet du gouverneur général de l'Afrique-Équatoriale française (AEF) en 1936, il devient chef de la subdivision de Kinkala au Congo en 1937. Se trouvant à Brazzaville lors de l’armistice de 1940, il rejoignit immédiatement de Gaulle et prend une part active au ralliement de l’Afrique-Équatoriale française (AEF) au général de Gaulle en août 1940.
Il forme une compagnie de soldats noirs, intégrée au 1er bataillon de marche, en prend le commandement et participe à sa tête aux opérations militaires au Gabon. Il combat dans les rangs de la France libre sur tous les fronts, se trouve blessé à la tête de ses hommes lors de l’attaque du Djebel-el-Kelb (15 juin 1941), se distingue à la direction du 2e Bureau de la 1re division française libre (DFL), prend part à la campagne d'Italie (1943) et de France lors de la Libération
S'attirant l’hostilité du gouvernement de Vichy, en 1942, il est déchu de sa nationalité française et révoqué de ses grades et poste.
Il termine la guerre avec le grade de lieutenant-colonel de l’armée blindée de cavalerie et devient administrateur en chef des colonies en 1945.
De 1947 à 1953, il devient conseiller municipal et conseiller général de Paris, ainsi que vice-président du conseil municipal de Paris en 1951-1952.
Reclassé administrateur de la France d'outre-mer en 1951, il reprend du service aux colonies, en tant qu'administrateur général de la FOM au Sénégal et en Côte d’Ivoire de 1953 à 1961.
Suppléant de Jean Sainteny à l'Assemblée nationale, il lui succède à son siège lorsque ce dernier est nommé ministre des Anciens combattants et Victimes de guerre dans le gouvernement Pompidou II et termine son mandat jusqu'à la fin de la législature. Il ne se représente pas lors des élections législatives de 1967.
Il reprend sa carrière dans l’administration d’Outre-Mer et devient conseiller de la nouvelle République gabonaise entre 1967 et 1970, puis conseiller du président de l’Organisation commune africaine, malgache, mauricienne (OCAM) de 1970 à 1972.
Il meurt à Paris le 13 août 1972 et est inhumé à Nantes, au cimetière Saint-Donatien.

## Décorations
- Officier de la Légion d'honneur (1969)[3]
- Compagnon de la Libération (décret du 4 juillet 1944)
- Croix de guerre 1939–1945 (5 citations)
- Médaille de la Résistance française

## Publications
- Transfert des Halles et rénovation de Paris (1964)
- La République gabonaise, le Tiers-monde et la France (1967)

## Sources
- Vladimir Trouplin, Marc Bradfer, Dictionnaire des compagnons de la Libération, 2010
- L’assemblée introuvable : le trombinoscope de la Vème bis, 1963